# Alessandro Trotter
Alessandro Trotter (Udine, 26 luglio 1874 – Vittorio Veneto, 22 luglio 1967) è stato un botanico ed entomologo italiano, che fu un pioniere nella cecidologia, lo studio delle galle delle piante.

## Biografia
Studiò presso l'Università degli Studi di Padova e completò gli studi nel 1899 con una tesi in botanica con il professore Pier Andrea Saccardo, che in seguito lo nominò prima assistente e poi aiuto. Ricoprì tale incarico fino al 1902, quando vinse la cattedra di scienze naturali e patologia vegetale presso la Scuola speciale di viticoltura ed enologia di Avellino. Nel 1920 vinse il concorso per la cattedra universitaria di patologia vegetale presso l'Istituto superiore agrario di Portici, che poi si trasformò in Facoltà di Agraria.
Il suo primo lavoro sulla cecidologia risale al 1897, quando era solo ventisettenne, e riportava ben 124 tipi diverse di galle. All'età di 28 anni fondò un giornale, il  Marcellia, così nominato in onore di Marcello Malpighi, specializzato in cecidologia.
Fu professore di patologia vegetale all'Università di Napoli dal 1920 al 1944 e socio della Accademia Nazionale dei Lincei dal 1957.

### Opere
- Flora Italica Cryptogamica. Pars I: Fungi. Fasc. IV. Uredinales (Genera: Uromyces et Puccinia). 144 pp. (1908).
- Flora economica della Libia (1915)
- Sylloge Fungorum omnium 23: i-xxxii, 1026 pp (1925).
- Sylloge Fungorum omnium 24 (1): 1-703 (1926).
- Sylloge Fungorum 24 (2): 704-1438 (1928).
- La ginestra (1941).
- Il nocciolo (1951).

| Trotter è l'abbreviazione standard utilizzata per le piante descritte da Alessandro Trotter. Consulta l'elenco delle piante assegnate a questo autore dall'IPNI. |